# Географски факултет Универзитета у Београду
Географски факултет Универзитета у Београду је настао 1994. године одвајањем од Природно-математичког факултета. Седиште је на Студентском тргом у Београду, на трећем спрату зграде Филолошког факултета. Један део се налази на Црвеном крсту, где је смештен Институт за демографију и информатичке лабораторије. Факултет не поседује сопствену зграду. Влада Србије најавила је изградњу наменске зграде, у комплексу који ће делити са још два факултета који немају свој простор.

## Историјат
Његови корени сежу чак у 1893. годину када је познати географ Јован Цвијић формирао Географски завод. Најстарије извођење наставе географије било је 1853. године на Лицеју у Крагујевцу, ова година се, као важна за географију у Србији, налази и на логоу Географског факултета. Настава географије на академском нивоу је била организована на Филозофском факултету, касније на Природно-математичком факултету, а 1990-1994 факултет је носио назив Географски факултет Природно-математичког факултета. Факултет на основним студијама има 5 смерова: географију, просторно планирање (од 1977. године), демографију (од 1999. године), геопросторне основе животне средине (од 2000. године) и туризмологију (која је постојала као смер који је био угашен и поново уведен 2007. године).
Факултет има просторије и на Природно-математичком факултету. До 2011. године је користио и просторије Физичком факултету, а од 2011. за тим више нема потребе с обзиром да је Географски факултет добио зграду бивше основне школе Десанка Максимовић у Земуну. Од 2011. факултет има наставно-научну базу у селу Блажево у подножју Копаоника.

## Институти и катедре
На факултету се организују специјалистичке (2 смера) и магистарске студије (10 смерова). Наставно-научне области су подељене на 5 института и 10 катедри:
1. Институт за географију:
  1. катедра за физичку географију
  2. катедра за друштвену географију
  3. катедра за регионалну географију
  4. катедра за картографију
  5. катедра за методику наставе географије
2. Институт за просторно планирање:
  1. катедра за просторно планирање
3. Институт за демографију:
  1. катедра за демографију
4. Институт за животну средину и ГИС:
  1. катедра за животну средину
  2. катедра за географске информационе системе
5. Институт за туризмологију:
  1. катедра за туризмологију

## Издања
Факултет издаје следеће публикације и часописе: Зборник радова Географског факултета, The environment часопис за еколошка истраживања, Демографија часопис за демографска и друштвена истраживања, Territorium издање Института за просторно планирање, Простор часопис просторних планера и студената просторног планирања.